# Screen Gems
Screen Gems, Inc. (dawniej znana jako MJ Winkler Pictures, Winkler Pictures i The Charles Mintz Studio) – amerykańska firma zajmująca się produkcją i dystrybucją filmów, oddział Sony Pictures Entertainment Motion Picture Group, spółki zależnej międzynarodowego konglomeratu, japońskiej firmy Sony. Przez dziesięciolecia od momentu powstania służyła swoim spółkom macierzystym do różnych celów. Obecnie wytwórnia specjalizuje się w filmach gatunkowych, głównie horrorach.

## Produkcja telewizyjna

### jako studio animacyjne
- Krazy Kat (1929–1939)
- Scrappy (1931–1939)
- Barney Google (1935–1936)
- Color Rhapsody (1934–1949)
- Fables (1939–1942)
- Phantasies (1939–1948)
- Flippy (1946)
- The Fox and the Crow (1943–1946)
- Li’l Abner (1944)

### jako studio telewizyjne

Logo studia używane w latach 1965–1974

Programy telewizyjne produkowane i/lub dystrybuowane przez Screen Gems (większość programów wyprodukowanych przez Hanna-Barbera Productions jest obecnie własnością Turner Entertainment i Warner Bros. Television Distribution, a następnie przez nią dystrybuowane, z wyjątkiem Jeannie i Partridge Family 2200 AD), patrz poniżej:
- The Ford Television Theatre (1952–1957)[3]
- Cavalcade of America (1952–1957)[3]
- The George Burns and Gracie Allen Show (syndykowane powtórki sfilmowanych odcinków z lat 1952–1958)
- House Party (1952–1969)
- Captain Midnight; później przemianowany w telewizji na Jet Jackson, Flying Commando (1954–1956)
- Przyrody Rin Tin Tina (1954–1959)
- Father Knows Best; Sony zrzekło się praw do majątku Roberta Younga (1954–1960)
- Tales of the Texas Rangers (1955–1957)
- Playhouse 90; wybrane odcinki filmowe (1956–1960)
- Celebrity Playhouse (1955–1956)
- Jungle Jim (1955–1956)
- Ranch Party (1957–1958)
- Jefferson Drum (1958)
- The Donna Reed Show; Sony zrzekło się praw do majątku Donny Reed (1958–1966)
- Rescue 8 (1958–1960)
- Naked City; Sony zrzekło się praw do majątku Herberta B. Leonarda (1958–1963)
- Behind Closed Doors (1958–1959)
- Tightrope (1959–1960)
- Dennis the Menace (1959–1963)
- Two Faces West; syndykowane (1960–1961)
- My Sister Eileen (1960–1961)
- Route 66; Sony zrzekło się praw do majątku Herberta B. Leonarda (1960–1964)
- Hazel (1961–1966)
- Grindl (1963–1964)
- The Farmer’s Daughter; na podstawie filmu Córka farmera z 1947 roku (1963–1966)
- Ożeniłem się z czarownicą (1964–1972)
- Dni naszego życia (1965–1972)
- Camp Runamuck (1965–1966)
- Gidget (1965–1966)
- The Soupy Sales Show (1965–1966)
- I Dream of Jeannie (1965–1970)
- Morning Star (1965–1966)
- The Wackiest Ship in the Army (1965–1966)
- Hawk (1966)
- Love on a Rooftop (1966–1967)
- The Monkees (1966–1968)
- Adventures of the Seaspray (1967)
- Everybody’s Talking (1967)
- The Flying Nun (1967–1970)
- The Second Hundred Years (1967–1968)
- Here Come the Brides (1968–1970)
- The Ugliest Girl in Town (1968–1969)
- The Johnny Cash Show (1969–1970)
- Playboy After Dark (1969–1970)
- Nancy (1970–1971)
- The Partridge Family (1970–1974)
- The Young Rebels (1970–1971)
- Getting Together (1971–1972)
- The Good Life (1971–1972)
- Bridget Loves Bernie (1972–1973)
- The Paul Lynde Show (1972–1973)
- 'Temperatures Rising' (1972–1973)
- Needles and Pins (1973)
- The New Temperatures Rising Show (1973–1974)
- Żar młodości (1973–1974)
- Bob i Carol i Ted i Alice (1973–1974)
- Police Story (1973–1974)
- The Girl with Something Extra (1973–1974)
- Sale of the Century (1973–1974)
- Jeannie (1973)
- Partridge Family 2200 A.D. (1974)
- That’s My Mama (1974–1975)

### z Hanna-Barbera Productions
- Ruff i Reddy (1957–1960)
- Pies Huckleberry (1958–1961)
- Quick Draw McGraw (1959–1962)
- Flintstonowie (1960–1966)
- Miś Yogi (1961–1962)
- Kocia ferajna (1961–1962)
- Jetsonowie (1962–1963)
- The Hanna-Barbera New Cartoon Series (1962–1963)
- Goryl Magilla (1963–1967)
- Peter Potamus (1964–1966)
- Jonny Quest (1964–1965)
- The Atom Ant/Secret Squirrel Show (1965–1967)
- Alice in Wonderland or What’s a Nice Kid Like You Doing in a Place Like This? (1966)

### Filmy telewizyjne
Adaptacje kinowe programów telewizyjnych wyprodukowanych i/lub dystrybuowanych przez Screen Gems, rozprowadzanych przez Columbia Pictures:
- Miś Yogi: Jak się macie – Misia znacie? (1964); oparty na serialu Miś Yogi
- Człowiek zwany Flintstonem (1966); oparty na serialu Flinstonowie
- Głowa (1968); oparty na serialu The Monkees

### z Briskin Productions
- Goodyear Theatre (1957–1960)
- Alcoa Theatre (1957–1960)
- Casey Jones (1958)
- The Donna Reed Show (1958–1966; pełne prawa należą do majątku Donny Reed od 2008 roku)
- Manhunt (1959–1961)

## Produkcja filmowa

### jako studio animacyjne
| Rok  | Tytuł                    |
| ---- | ------------------------ |
| 1941 | The Great Cheese Mystery |
| 1942 | The Dumbconscious Mind   |
| 1943 | The Vitamin G-Man        |
| 1943 | He Can’t Make It Stick   |

### jako studio filmowe

Logo studia używane od 4 czerwca 1999 roku

#### Nadchodzące filmy
| Rok  | Tytuł          | Przypisy    |
| ---- | -------------- | ----------- |
| 2021 | The Unholy     | [ 4 ]       |
| 2021 | Nie oddychaj 2 | [ 5 ] [ 6 ] |
| 2021 | Resident Evil  | [ 7 ] [ 8 ] |
| TBA  | Text for You   | [ 9 ]       |

#### Filmy w opracowywaniu
| Rok | Tytuł               | Przypisy |
| --- | ------------------- | -------- |
| TBA | Just Dance          | [ 10 ]   |
| TBA | The Pope’s Exorcist | [ 11 ]   |
| TBA | Urban Legend        | [ 12 ]   |